# 茱莉安娜·巴羅尼
茱莉安娜·巴羅尼（葡萄牙語：Juliana Baroni，1978年4月18日—），巴西女歌手、演員，她以擔任了五年的Xuxa舞台助理而聞名，並在旗手電視台的電視劇Telenovela中擔任主角。

## 生涯
巴羅尼在1990年2月開始了她的電視生涯，在環球電視網的兒童電視節目Xou da Xuxa中擔任Xuxa的舞台助理（paquita），她總共做了五年的舞台助理。在那段時間裡，她除了作為Xuxa唱片的和聲歌手以外，還和其他的舞台助理一起錄製了一張專輯。巴羅尼於1995年Xuxa替換她所有的舞台助理時離開了這個節目。

## 外部連結
- 茱莉安娜·巴羅尼 （页面存档备份，存于）於網路電影資料庫